# اینترنشنال هرالد تریبیون
اینترنشنال هرالد تریبیون (به انگلیسی: International Herald Tribune) روزنامه‌ای انگلیسی‌زبان است که تا ۲۰۱۳ میلادی در پاریس منتشر می‌شد.